# Бад-Швальбах
Бад-Швальбах (нім. Bad Schwalbach) — місто в Німеччині, знаходиться в землі Гессен. Підпорядковується адміністративному округу Дармштадт. Входить до складу району Райнгау-Таунус.
Площа — 40,27 км2. Населення становить 11 207 ос. (станом на 31 грудня 2020).

## Уродженці
- Йорг Фаузер (1944—1987) — німецький письменник і журналіст.